# Hermitage, Missouri
Hermitage är administrativ huvudort i Hickory County i Missouri. Orten fick sitt namn efter Andrew Jacksons plantage i Tennessee.